# Nikolai von Schoepff

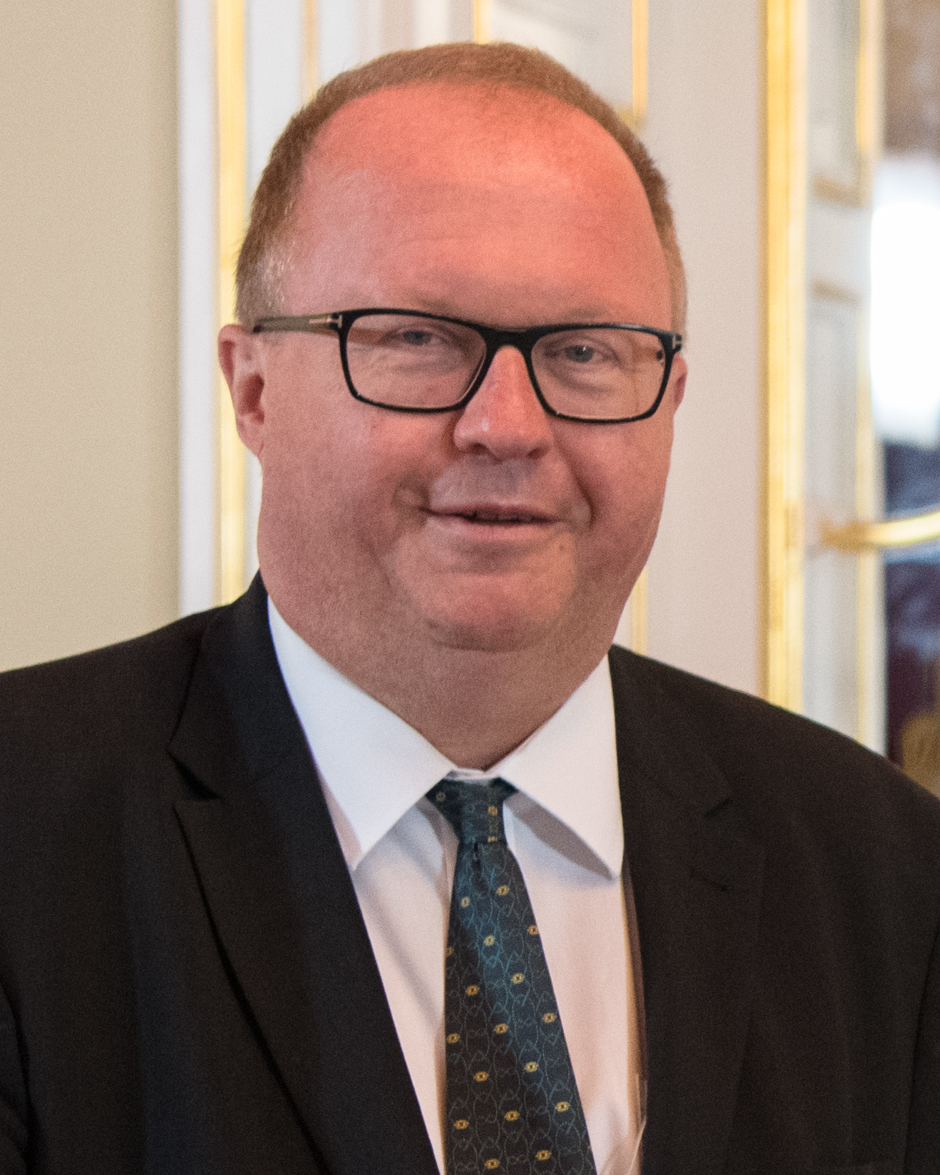
Nikolai von Schoepff (2019)

Nikolai von Schoepff (* 3. Dezember 1959 in München) ist ein deutscher Diplomat. Er war von August 2019 bis November 2020 Botschafter der Bundesrepublik Deutschland in Lettland.

## Leben
Nach dem Abitur 1981 studierte von Schoepff zwischen 1982 und 1988 Geschichte an der Universität Passau, Ludwig-Maximilians-Universität München, Lomonossow-Universität, Freien Universität Berlin sowie der Universität London und schloss dieses Studium 1988 mit einem Magister Artium (M.A.) an der Freien Universität Berlin ab. Im Anschluss absolvierte er ein postgraduales Studium am St Antony’s College der University of Oxford, beendete dieses 1989 mit einem Master of Philosophy (M. Phil.) und war danach zwischen 1990 und 1991 Wissenschaftlicher Mitarbeiter im Ost-Ausschuss der Deutschen Wirtschaft beim Bundesverband der Deutschen Industrie (BDI).
Nach Beendigung dieser Tätigkeit absolvierte von Schoepff zwischen 1991 und 1993 den Vorbereitungsdienst für den höheren Auswärtigen Dienst und fand zeitweise Verwendung im Bundeskanzleramt. Nach Ablegung der Laufbahnprüfung wurde er 1993 Leiter des Rechts- und Konsularreferates an der Botschaft in der Ukraine und war danach zwischen 1996 und 1997 Mitarbeiter in der Politischen Abteilung der Ständigen Vertretung bei den Vereinten Nationen in New York City.
Nach einer anschließenden Tätigkeit von 1997 bis 1999 als Leiter des Wirtschaftsdienstes an der Botschaft in Rumänien, fand von Schoepff Verwendung im Auswärtigen Amt in Berlin und war dort zuletzt zwischen 2003 und 2005 stellvertretender Referatsleiter für Grundsatzfragen der Europapolitik. Wegen der Visa-Affäre aufgrund von Missbrauchsfällen bei der Vergabe von Visa in verschiedenen deutschen Botschaften und Konsulaten im Zuge der Neufassung der Visumvergabepraxis durch die rot-grüne Regierung musste er am 12. Mai 2005 vor dem Visa-Untersuchungsausschuss des Deutschen Bundestages aussagen.
Danach war er von 2005 bis 2008 Leiter der Politischen Abteilung an der Botschaft in Russland, ehe er Referatsleiter für Nukleare Rüstungskontrolle im Auswärtigen Amt wurde. Von 2011 bis 2014 war Nikolai von Schoepff als Nachfolger von Klaus-Peter Brandes, der wiederum Botschafter in Tansania wurde, deutscher Botschafter in den Vereinigten Arabischen Emiraten. Von 2014 bis 2017 war er Botschafter in Zypern.
Nach zwei Jahren bei Germany Trade and Invest als diplomatischer Berater wechselte von Schoepff im August 2019 als Nachfolger von Rolf Schütte an die Botschaft in Lettland. Als Botschafter wollte er insbesondere die Wirtschaftsbeziehungen fördern. Nach nur etwas mehr als einem Jahr musste Botschafter Schoepff seinen Posten in Lettland aufgeben; im November 2020 übergab er die Amtsgeschäfte an seinen Nachfolger Christian Heldt.
Seit September 2022 ist von Schoepff Senior Fellow bei der Deutschen Gesellschaft für Auswärtige Politik.